# Merderet
Il Merderet è un fiume francese del nord Cotentin, che scorre nel dipartimento della Manica ed è un affluente del fiume Douve.

## Geografia
Il fiume nasce nella località detta la Croix de Pierre, nel comune di Tamerville, vicino al confine con Valognes. Esso sfocia nel fiume costiero Douve.
Durante la seconda guerra mondiale fu teatro di numerosi combattimenti fra le truppe alleate e quelle tedesche a partire dallo Sbarco in Normandia del 6 giugno 1944.

## Bacino e affluenti
Il bacino versante del Merderet è vicino al bacino diretto della Douve a ovest e del suo affluente la Gloire a nord-ovest, della Sinope a nord-est e dei più piccoli fiumi costieri all'est. La confluenza con la Douve è nel sud del bacino.
I suoi principali affluenti lo alimentano alla sua riva sinistra ma non superano i 10 km, lunghezza del più lungo di loro, il torrente di Coisel che vi confluisce tra Écausseville e Fresville. Due altri affluenti, la Sinope (omonimo del fiume costiero, tra Hémevez e Le Ham) e il Brocq (tra Fresville e Neuville-au-Plain) superano i 7 km di lunghezza.

## Comuni attraversati
I Merderet attraversa o costeggia i comuni di: 
- Tamerville (sorgente), Valognes, Huberville, Yvetot-Bocage, Lieusaint, Morville, Colomby, Flottemanville, Urville, Hémevez, Le Ham, Orglandes, Gourbesville, Fresville, Amfreville, Neuville-au-Plain, Sainte-Mère-Église, Picauville, Chef-du-Pont, Beuzeville-la-Bastille (confluenza), Carquebut (confluenza)

## Il Merderet nei mezzi di comunicazione di massa
Nel film di Steven Spielberg Salvate il soldato Ryan, il personaggio interpretato dall'attore Tom Hanks fa riferimento al fiume più volte. Egli parla in effetti dei due ponti sul Merderet, uno a Valognes (quello della ferrovia) e l'altro vicino a Périers (un cartello stradale nelle vie del villaggio indica « Périers 7km ») ove si troverebbe il soldato Ryan.